# Operación Resurrección
La Operación Resurrección fue una operación militar planificada en 1958 por el ejército francés para tomar la capital del país con la intención de forzar el retorno al poder del general y antiguo jefe del gobierno Charles de Gaulle. Diseñada por el general Jacques Massu, fue precedida por la toma de la isla de Córcega por unidades del ejército procedentes de Argelia. Después de que los políticos franceses facilitasen el retorno de De Gaulle al gobierno, la operación fue cancelada. Tuvo un papel central en la resolución de la crisis de mayo, que conduciría a la instauración de la Quinta República Francesa

## Antecedentes
El general Charles de Gaulle había dirigido las fuerzas de la Francia Libre que resistieron a la Alemania nazi durante la Segunda Guerra Mundial, convirtiéndose de este modo en un héroe nacional. Después de la liberación de Francia en 1944, pasó a ser primer ministro en un gobierno provisional. Sin embargo, por desacuerdos y conflictos políticos acabó dimitiendo y abandonó la política en 1946, manteniendo su prestigio intacto.
El régimen político que siguió, la IV República francesa se caracterizó por la debilidad de los gobiernos y la inestabilidad política. Una de las causas eran los equilibrios constitucionales: el poco poder del presidente de la república y la facilidad con que los parlamentos (en los que no se formaron mayorías estables) podían retirar su apoyo a los gobiernos (saliendo aproximadamente a un primer ministro al año). El desacuerdo con este diseño constitucional había sido precisamente una de las causas de la dimisión de De Gaulle en 1946.
En 1958 la crisis política se había agravado por la Guerra de Argelia (1954-1962). Esta dividió el país entre partidarios y detractores de conceder la independencia. Entre los más fieros detractores estaba la parte de la población de Argelia que eran ciudadanos franceses de pleno derecho y el ejército. Para los primeros, que después de más de un siglo de presencia francesa en Argelia se consideraban tan naturales del país como la población de origen africano, la independencia suponía el fin de su patria. Para los segundos, después de la pérdida de la Indochina francesa en 1954, los políticos estaban de nuevo dispuestos a sacrificar el honor de la nación.
Además, en un momento en que se producía un proceso de descolonización en todo el mundo, la conducción cruel de la guerra suscitó el rechazo internacional, lo que suponía una presión adicional para los gobiernos franceses.

## Los acontecimientos inmediatamente anteriores
El primer ministro Félix Gaillard, cediendo a las demandas internacionales, aceptó una mediación angloamericana en la cuestión de Argelia. Esto fue rechazado por la Asamblea Nacional, al considerarlo una intromisión extrajera en asuntos internos franceses y forzó la dimisión del gobierno el 15 de abril de 1958. Durante un mes, el presidente de la República, René Coty, intentó buscar un candidato aceptable para el parlamento. Finalmente propuso a Pierre Pflimlin, considerado un partidario de la negociación con los rebeldes.
Esto provocó un golpe de Estado en Argel. El 13 de mayo, convocadas por organizaciones políticas contrarias a la independencia, se produjeron manifestaciones en Argel. Los manifestantes tomaron la sede del gobierno general (delegación del gobierno de París en Argel) y el ejército, que debería haber reprimido los disturbios, se negó a disparar contra ellos y se sumó a la revuelta.
El 14 de mayo, mientras en París Pierre Pflimlin era investido primer ministro, el gobierno local en Argel fue asumido por un comité de salud pública, del que formaron parte militares y civiles y fue presidido por el general Massu, que comandaba las tropas en Argelia. El otro militar más destacado de Argelia, el general Raoul Salan formaba también parte del comité.
El día 15 de mayo, general Massu declaró que, a menos que de Gaulle, a quien se consideraba un patriota enérgico opuesto al abandono de Argelia, fuera llamado al gobierno, el ejército se sublevaría.
La actitud de De Gaulle, entre tanto, resultó ambigua. Sin animar explícitamente a los militares, el día 19 se declaró «listo para asumir los poderes de la república», con lo que parecía ponerse al frente de los golpistas. Al mismo tiempo insistió en que sólo aceptaría el poder de las autoridades legítimas y no rompería el orden constitucional. El 27 de mayo reclamó de los militares que no participaran en ninguna manifestación y declaró haber iniciado «un proceso regular para constituir un poder republicano capaz de garantizar la independencia y unidad del país». Sus numerosos partidarios en el parlamento emprendían negociaciones para conseguir su investidura.

## Primera fase de la operación: toma de Córcega
Previendo el fracaso de las negociaciones políticas, los militares prepararon la toma de Córcega (operación Córcega), a medio camino entre Argelia y la Francia continental. El 24 de mayo, procedente de Argelia, el 12º batallón paracaidista de choque se lanza sobre la ciudad de Ajaccio, asumiendo su control en pocas horas sin derramamiento de sangre. En la isla se formó otro Comité de Salud Pública.
En caso de no ser nombrado jefe del gobierno de Gaulle, o de oposición armada por parte del Partido Comunista Francés debía ponerse en marcha una segunda fase de la operación.

## Segunda fase de la operación: la prevista toma de París
Se prevén lanzamientos paracaidistas sobre los aeródromos de le Bourget y Villacoublay. Los generales Raoul y Massu se debían incorporar a la primera ola. Se consideraba la toma del ministerio de Defensa. Las unidades estacionadas en París y favorables al golpe debían tomar el control de la capital, mientras las asociaciones de antiguos combatientes y los activistas de extrema derecha debían patrullar las calles. Se debía arrestar a las autoridades, entre ellas al primer ministro Pflimlin y al ministro del interior,así como a algunas personalidades clave: François Mitterand y Pierre Mendès France. En caso de reacción del partido comunista, sus dirigentes también debían ser detenidos.

## Nombramiento de De Gaulle y cancelación de la operación
Bajo la amenaza de una intervención militar y de una guerra civil, los líderes políticos de muchos partidos (con la oposición de Mitterrand, Mendès France, otros izquierdistas y sobre todo del partido comunista) acordaron llamar a de Gaulle al gobierno. El 29 de mayo, el presidente de la república, Coty, lo llamó a conferenciar y discutir los pasos necesarios para formar un gobierno de salvación nacional y emprender sustanciales reformas de las instituciones francesas.
De Gaulle puso como condición la elaboración de una nueva constitución. El 1 de junio la Asamblea Nacional le nombró primer ministro con 329 votos contra 224 y 37 abstenciones. Obtuvo plenos poderes por seis meses y el mandato de preparar una nueva constitución.
En consecuencia se anuló la segunda fase de la operación y en los días siguientes se fueron disolviendo los comités y entregando el poder a las personas nombradas por el nuevo gobierno.